# اسکات کارپنتر
مالکوم اسکات کارپنتر (به انگلیسی: Malcolm Scott Carpenter) فضانورد اهل کشور ایالات متحده آمریکا است که در ۱ مهٔ ۱۹۲۵ میلادی در بولدر، کلرادو زاده شد. وی در مأموریت مرکوری-اطلس ۷ حضور داشته است.
کارپنتر	در ۱۰ اکتبر سال ۲۰۱۳ در سن ۸۸ سالگی در شهر دنور ایالت کلرادو درگذشت